# Radu Drăgușin
Radu Matei Drăgușin (Boekarest, 3 februari 2002) is een Roemeens voetballer die doorgaans als centrale verdediger speelt. Hij verruilde Genoa in januari 2024 voor Tottenham Hotspur. Drăgușin debuteerde in 2022 als international in het Roemeens voetbalelftal.

## Clubcarrière

### Juventus
Drăgușin speelde in Roemenië in de jeugd bij Sportul Studentsc en Regal Sport București. In 2018 vertrok hij naar Juventus. Op 2 december 2020 debuteerde de centrumverderdediger in de Champions League tegen Dynamo Kiev. Elf dagen later volgde zijn competitiedebuut tegen Genoa. Drăgușin mocht dat seizoen ook twee keer spelen in de Coppa Italia, maar kwam verder niet van de reservebank af. Juventus verhuurde hem daarom in augustus 2021 voor een half jaar aan Sampdoria en in januari 2022 voor een half jaar aan Salernitana. Hiervoor speelde hij (samen) 20 wedstrijden in de Serie A. 

### Genoa
Drăgușin ging in juli 2022 voor een jaar op huurbasis naar Genoa, op dat moment actief in de Serie B. Hij speelde dat seizoen alle 38 competitieronden, waarvan 37 als basisspeler. Zijn ploeggenoten en hij eindigden daarbij op de tweede plaats, goed voor promotie naar de Serie A. Drăgușin verhuisde in juli 2023 definitief naar Genoa. 

### Tottenham Hotspur
Na een half seizoen als speler van Genoa, besloot Tottenham Hotspur in de winterse transferperiode 25 miljoen euro neer te leggen voor de verdienste van Drăgușin. Daardoor maakt Drăgușin de overstap richting de Engelse Premier League en tekent een contract tot 30 juni 2030 bij de club uit Noord-Londen.

## Clubstatistieken
| Seizoen | Club              | Competitie     | Competitie | Competitie | Beker | Beker | Europees | Europees | Totaal | Totaal |
| Seizoen | Club              | Competitie     | Wed.       | Dlp.       | Wed.  | Dlp.  | Dlp.     | Dlp.     | Wed.   | Dlp.   |
| ------- | ----------------- | -------------- | ---------- | ---------- | ----- | ----- | -------- | -------- | ------ | ------ |
| 2019/20 | Juventus Next Gen | Serie C        | 3          | 0          | 0     | 0     | –        | –        | 3      | 0      |
| 2020/21 | Juventus Next Gen | Serie C        | 10         | 1          | 0     | 0     | –        | –        | 10     | 1      |
| 2020/21 | Juventus          | Serie A        | 1          | 0          | 2     | 0     | 1        | 0        | 4      | 0      |
| 2021/22 | → Sampdoria       | Serie A        | 13         | 0          | 2     | 0     | –        | –        | 15     | 0      |
| 2021/22 | → Salernitana     | Serie A        | 7          | 0          | 0     | 0     | –        | –        | 7      | 0      |
| 2022/23 | → Genoa           | Serie B        | 38         | 4          | 2     | 0     | –        | –        | 40     | 4      |
| 2023/24 | Genoa             | Serie A        | 19         | 2          | 3     | 0     | –        | –        | 22     | 2      |
| 2023/24 | Tottenham Hotspur | Premier League | 9          | 0          | 0     | 0     | –        | –        | 9      | 0      |
| 2024/25 | Tottenham Hotspur | Premier League | 16         | 0          | 5     | 0     | 7        | 0        | 28     | 0      |
| Totaal  | Totaal            | Totaal         | 103        | 6          | 14    | 0     | 8        | 0        | 135    | 0      |

Bijgewerkt t/m 3 februari 2025.

## Interlandcarrière
Drăgușin maakte deel uit van alle Roemeense nationale jeugdselecties van onder 15 tot en met onder 19. Hij nam met Roemenië onder 21 deel aan het EK –21 van 2021. Drăgușin debuteerde op 25 maart 2022 in het Roemeens voetbalelftal. Bondscoach Edward Iordănescu liet hem toen in de 88e minuut invallen voor Adrian Rus in een met 0–1 verloren oefeninterland tegen Griekenland. Na nog twee invalbeurten in oefeninterlands begon hij als basisspeler van het Roemeense team aan de kwalificatiewedstrijden voor het EK 2024. Hij werd op 7 juni 2024 door Iordănescu opgenomen in de Roemeense selectie voor het EK 2024 in Duitsland. Roemenië werd groepswinnaar van een groep met Oekraïne, België en Slowakije, waarna het in de achtste finales werd uitgeschakeld met een 0–3 nederlaag tegen Nederland. Drăgușin kwam op het toernooi in alle wedstrijden in actie.

## Erelijst
| Competitie         |          |          |          |          |
| Competitie         | Aantal   | Jaren    |          |          |
| Juventus           | Juventus | Juventus | Juventus | Juventus |
| ------------------ | -------- | -------- | -------- | -------- |
| Coppa Italia       | 1×       | 2020/21  |          |          |
| Supercoppa         | 1×       | 2020     |          |          |
| Tottenham Hotspur  |          |          |          |          |
| UEFA Europa League | 1x       | 2024/25  |          |          |

- Roemeens voetballer van het jaar: 2023